# Francisco Bernabeu Sarmiento
Francisco Bernabeu Sarmiento (Rafal, 22 de noviembre de 1954) fue el 24º Alcalde del municipio de Rafal (Alicante) en el periodo comprendido entre mayo de 1991 y noviembre de 2001. Fue el 6º alcalde de la democracia.

## Inicios en la política local
Francisco Bernabeu Sarmiento nació en Rafal el 22 de noviembre de 1954. 
Se inició en la política local de Rafal al formar parte de la lista del PSOE que concurrió a las elecciones municipales de 1987, lista que encabezaba el entonces director de la banda sinfónica Arte Musical de Rafal Gabriel García Martínez, compositor del himno de Rafal. 
En esas elecciones de 1987, el PSOE fue la segunda fuerza política más votada, por delante de AP e IU y solo por detrás del CDS, que fue el partido que obtuvo la alcaldía. Aunque su partido no ganó esas elecciones, Francisco Bernabeu ocupó la concejalía de deportes durante esa legislatura.

## Moción de censura al CDS en 1989
En 1989 el grupo socialista de Rafal, para entonces liderado por Engracio Ruiz Villaescusa, presentó una moción de censura contra el alcalde del CDS Joaquín Franco Morante y que terminó consumándose gracias al apoyo de un concejal de AP que votó a favor de dicha moción.
A partir de ese momento con Engracio como nuevo alcalde, Francisco Bernabeu Sarmiento pasó a ocupar también las concejalías de cultura y de educación y además conservó la concejalía de deportes. 
Fue en esa época siendo concejal de deportes cuando se fundó el club deportivo Rafal Club de Fútbol, debutando el club en la categoría de juveniles en 1989. A partir de ese momento se irían sumando en los siguientes años las categorías de alevines, infantiles, cadetes y regional y por último la de benjamines.
Ya en 1991, Francisco Bernabeu logró el apoyo necesario dentro de su partido para ser el candidato del PSOE de cara a las siguientes elecciones municipales en sustitución del hasta entonces alcalde Engracio Ruiz.

## Alcaldía
En las elecciones municipales celebradas el 26 de mayo de 1991, el PSOE consiguió una destacada victoria, logrando por primera vez una mayoría absoluta al obtener un 51,3% de los votos. Francisco Bernabeu Sarmiento se convertía de esta forma en el nuevo alcalde del municipio.
En las dos siguientes elecciones municipales a las que también concurrió como candidato del PSOE logró incluso aumentar el porcentaje de votos, obteniendo el apoyo del 58,6% del electorado en 1995 y el 66,1% en 1999.
Durante los diez años que ocupó la alcaldía, el municipio vivió un próspero desarrollo en todos los sentidos, desde la construcción de incontables obras públicas hasta el inédito crecimiento urbanístico, ya que el municipio duplicó su extensión urbanizada.

### Obras públicas
En los años en los que Francisco Bernabeu fue el Alcalde de Rafal fueron construidos la nueva Casa Consistorial, el Auditorio Municipal, un colegio de primaria, un nuevo centro para la tercera edad, el primer cuartel dedicado única y exclusivamente a alojar unas dependencias para la policía local, la Plaza de España (plaza del ayuntamiento), el Parque de los Olivos, la antigua biblioteca o el antiguo campo de fútbol entre otros. También se ejecutaron las obras de amplición y modernización del consultorio médico, la ampliación del recinto de las piscinas municipales, la construcción de jardines y replacetas por todo el municipio, etc.
Además, durante el periodo en el que estuvo al frente del ayuntamiento fueron ejecutados cinco Planes Parciales. Ya durante la fase final de su alcaldía, en noviembre de 2001, fue aprobado el Segundo Plan Urbanístico de Rafal.

### Políticas en materia de educación
En materia de educación, una de las principales aportaciones del ayuntamiento con Francisco Bernabeu como alcalde fue la construcción de un nuevo colegio de primaria (el usado actualmente como colegio electoral), que permitió el cierre y demolición de un antiguo colegio que se encontraba muy deteriorado y obsoleto en cuanto a instalaciones.
También logró la escolarización de los niños de cuatro años, siendo el Ayuntamiento de Rafal junto al de Almoradí pioneros en este sentido con respecto al resto de municipios de la comarca. Debido a que la Diputación solo cubría en un 50% los costes del personal docente, la mayoría de municipios se negaron a aceptar esta medida para no tener que costear el otro 50%. 
Durante la etapa final de su alcaldía obtuvo para el municipio aprobación y financiación para la construcción del Instituto de Enseñanza Secundaria de Rafal. Las obras no fueron puestas en marcha de inmediato, ya que el alcalde prefirió esperar a que se produjera una nueva reparcelación en el municipio para que el ayuntamiento no tuviera que hacer frente a los costes que suponía adquirir una parcela de las dimensiones necesarias para el emplazamiento del nuevo instituto. Finalmente las obras para la construcción de este instituto comenzaron en la siguiente legislatura, ya con Antonio Vicente Ferrández Cascales como alcalde del municipio.

### Políticas en materia de sanidad
En materia de sanidad cabe destacar la ampliación y modernización del actual consultorio médico, cuya capacidad fue aumentada en más de un 50%. Además se dotó al centro de nuevo material médico, el cual fue renovado en su totalidad.
También de mucha importancia para el municipio de Rafal fue el aumento del personal médico y del número de consultas y la implantación del servicio de pediatría.

### Políticas sobre seguridad ciudadana
Durante su mandato fue construido el primer cuartel dedicado única y exclusivamente a alojar unas dependencias para la policía local, que permaneció activo hasta el año 2010. Además aumentó el número de efectivos de la policía local y su cobertura de forma muy considerable. 

### Políticas sociales
Por primera vez en Rafal y bajo su alcaldía, el ayuntamiento tomó la iniciativa para llevar a cabo la construcción de viviendas sociales a precio y facilidades de pago asequibles para la mayoría de los ciudadanos y se crearon los servicios sociales municipales.

## Salida del consistorio municipal
A comienzos de 2001 Francisco Bernabeu ya había decidido no presentarse a su tercera reelección tras haber permanecido catorce años involucrado en la política local, once de ellos como alcalde. 
En noviembre de 2001 decidió permutar su cargo de alcalde con el de Antonio Vicente Ferrández, que hasta entonces ocupaba el cargo de concejal y teniente de alcalde y que ya era oficialmente el candidato del PSOE de cara a las elecciones de 2003. De esta forma Francisco Bernabeu culminó los últimos siete meses de su tercera legislatura como concejal.

## Su retorno a la vida política y su retiro definitivo
En 2007 y tras una división en el seno de la agrupación local del PSOE de Rafal, surgida tras la alcaldía de Antonio Vicente Ferrández Cascales, se celebraron unas elecciones primarias en las que debía salir un nuevo candidato a la alcaldía. A ellas se presentaron tres candidatos, entre ellos el propio Antonio Vicente y Francisco Bernabeu, siendo este último el que obtuvo el apoyo mayoritario de los militantes de su partido, volviendo a ser de nuevo el candidato del PSOE para intentar revalidar la alcaldía en los comicios de 2007.
En esas elecciones de 2007, el PP obtuvo la victoria con José Arronis Navarro a la cabeza. Durante una parte de esa legislatura Francisco lideró la oposición.
Tras finalizar en 2011 dicha legislatura vio el momento de retirarse definitivamente de la vida política. Actualmente reside en Rafal y regenta su propio negocio familiar.

## Estadística
Francisco Bernabeu Sarmiento ha sido el Alcalde de Rafal que durante más años ha ostentado el cargo desde la reinstauración de la democracia en España y el segundo desde la formación del Ayuntamiento de Rafal, solo superado por Martín Salinas Valero.
| Predecesor: Ingracio Ruiz Villaescusa | Alcalde de Rafal 1991 – 2001 | Sucesor: Antonio Vicente Ferrández Cascales |

- Datos: Q5865248